# Peyton Randolph (Gouverneur)

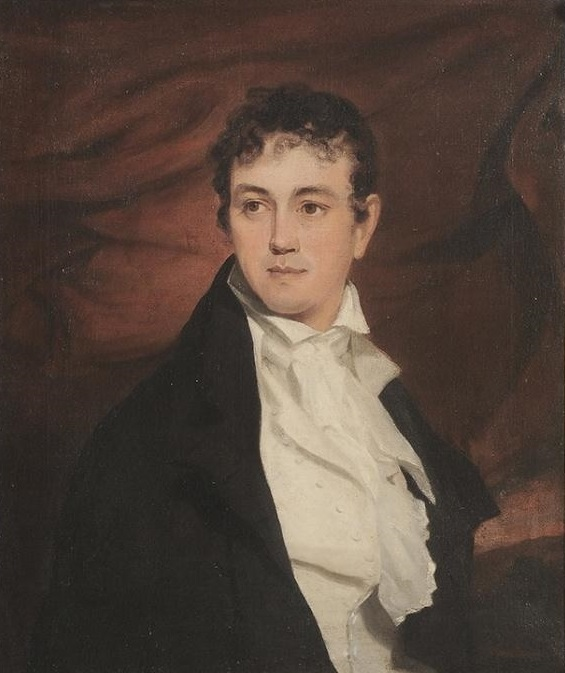
Peyton Randolph

Peyton Randolph (* 1779 in Williamsburg, Virginia; † 26. Dezember 1828) war ein US-amerikanischer Politiker und von 1811 bis 1812 für neun Tage Gouverneur des Bundesstaates Virginia.

## Werdegang
Peyton Randolph war ein Sohn von Edmund Randolph, der von 1779 bis 1782 Abgeordneter im Kontinentalkongress sowie zwischen 1786 und 1788 Gouverneur von Virginia gewesen war. Er besuchte bis 1798 das College of William & Mary. Später zog er nach Richmond, wo er als Anwalt tätig war. Zwischen 1809 und 1812 war er Mitglied im Regierungsrat, dem späteren Senat von Virginia. Nachdem der amtierende Gouverneur George William Smith am 26. Dezember 1811 bei einem Theaterbrand ums Leben gekommen war, musste er dessen Amtszeit bis zum 3. Januar 1812 beenden. An diesem Tag konnte dann der neugewählte James Barbour sein Amt antreten. Nach seiner politischen Laufbahn wurde Randolph wieder als Rechtsanwalt aktiv. Zwischen 1821 und seinem Tod im Jahr 1828 war er Gerichtsschreiber am Obersten Gerichtshof von Virginia. Mit seiner Frau Maria Ward hatte er zehn Kinder.